# Непомнящих Михайло Володимирович
Михайло Володимирович Непомнящих — український військовослужбовець, солдат 3 ОШБр, кавалер ордену За мужність ІІІ ступеня .

## Життєпис
Народився 7 лютого 1992 в місті Хмельницький. Там закінчив школу. Потім здобув фах зварювальника у місцевому професійно-технічному училищі. Жив на Київщині, в селі Проців. Працював автомеханіком та водієм. Захоплювався автомобілями, мріяв відкрити власне СТО.
У лютому 2024 року долучився до ЗСУ. Службу проходив у 3-ій окремій штурмовій бригаді. Був водієм-слюсарем ремонтно-механічного відділення ремонтного взводу артилерійського озброєння 

## Загибель
Загинув біля села Сергіївка, Сватівського району, Луганської області. Похований в селі Проців на Київщині, де він прожив близько 18 років 
1. ↑  УКАЗ ПРЕЗИДЕНТА УКРАЇНИ №35/2025.
2. ↑  Вороньківська територіальна громада.